# Prostřední Poříčí
Prostřední Poříčí (in tedesco Mittel Porzicz) è un comune della Repubblica Ceca facente parte del distretto di Blansko, in Moravia Meridionale.